# مايكل أي. بورستين
مايكل أي. بورستين (بالإنجليزية: Michael A. Burstein)‏ (27 فبراير 1970، نيويورك في الولايات المتحدة)؛ كاتب وروائي أمريكي.